# Adalbert Tilkowsky
Adalbert Tilkowsky (ur. 20 lipca 1840 w Georgenbergu, zm. 22 lutego 1907 w Wiedniu) – austriacki lekarz psychiatra, radca stanu (Regierungsrat), dyrektor zakładu dla chorych psychicznie w Wiedniu (niederösterreichischen Landes-Irrenanstalt).

## Wybrane prace
- Der Einfluss des Alkoholmissbrauches auf psychische Störungen. Wiener Klinik 9 ss. 273-291, 1883
- Della influenza dell' abuso dell' alcool sui disturbi psichici. Clinica di Vienna 2, 129-147, 1885
- Zur Casuistik der Selbstmorde und Selbstmordversuche bei Geisteskranken.  Wiener medizinische Presse 1257; 1293, 1888
- Zwangsarbeitsanstalt oder Trinkerasyl. Wiener medizinische Presse 31, 1890
- Die Trinkerheilanstalten der Schweiz und Deutschlands. Ihre Stellung zur projectirten Trinkerheilanstalt in Nieder-Oesterreich. Leipzig & Wien: F. Deuticke, 1893
- Della influenza dell' abuso dell' alcool sui disturbi psichici. Riv. internaz. d'ig. 4, ss. 1; 65, 1893
- Die Alkoholiker in den Irrenanstalten. Wiener medizinische Wochenschrift, 1895
- Das öffentliche Irrenwesen in Oesterreich. Die Privatirrenanstalten, von H. Obersteiner. Wien: M. Perles, 1900
- Ueber den gegenwärtigen Stand der Alkoholikerfrage in den niederösterreichischen Landes-Irrenanstalten. Wien. klin. Rundschau 15, ss. 365-368, 1901